# バーズ・アイ・ヴュー
『バーズ・アイ・ヴュー』（Byrd's Eye View）は、アメリカ合衆国のジャズ・トランペット奏者、ドナルド・バードが1955年に録音・1956年に発表したスタジオ・アルバム。

## 解説
バードは1955年12月よりザ・ジャズ・メッセンジャーズのメンバーとして活動しており、本作の録音は、同バンドの全メンバーに、バードと同郷のトランペット奏者であるジョー・ゴードンを加えた編成で行われた。なお、当日のセッションのうち本作未収録となった「Crazy Rhythm」は、1956年発売のコンピレーション・アルバム『Jazz in Transition』に収録された。
Jason Ankenyはオールミュージックにおいて5点満点中4点を付け「どの曲も長いが、バードは年齢を感じさせない重厚かつ巧みな技術で、セッションを完全に掌握している」と評している。

## 収録曲
1. ダグズ・ブルース - "Doug's Blues" (Doug Watkins) - 12:09
2. エル・シノ - "El Sino" (Harneefan Mageed) - 10:05
3. エヴリシング・ハプンズ・トゥ・ミー - "Everything Happens to Me" (Tom Adair, Matt Dennis) - 5:47
4. ハンクス・チューン - "Hank's Tune" (Hank Mobley) - 7:45
5. ハンクズ・アザー・チューン - "Hank's Other Tune" (H. Mobley) - 7:29

## 参加ミュージシャン
- ドナルド・バード - トランペット
- ジョー・ゴードン - トランペット
- ハンク・モブレー - テナー・サクソフォーン
- ホレス・シルヴァー - ピアノ
- ダグ・ワトキンス（英語版） - ベース
- アート・ブレイキー - ドラムス